# Dictat

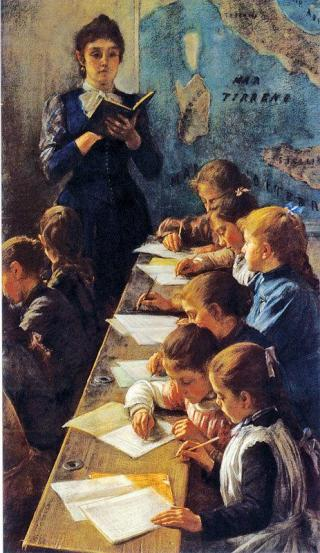
El dictat, Demetrio Cosola (1891)

El dictat és un text que hom dicta amb una finalitat normalment escolar i, concretament, d'exercici ortogràfic i ortotipogràfic.
L'origen del mot dictat és el llatí dictātu, que alhora prové de dictare, que tenien el mateix significat.
El dictat, com a exercici d'ensenyament de l'ortografia, pot contenir dos subobjectius: avaluar tan sols l'ortografia (dictat amb puntuació) i avaluar també el coneixement dels signes de puntuació (dictat sense puntuació). Hi ha molts llibres editats i moltes pàgines web dedicades a aquest recurs didàctic.

## Dictat públic
Amb l'objectiu de reconèixer i reivindicar l'existència de llengües minoritzades a França, on encara hi ha prohibicions expresses del seu ús públic, tant en la versió occitana com en la versió catalana, es va crear un acte públic anomenat Dictada Occitana, que es duu a terme en diferents ciutats d'Occitània i dels Països Catalans, i Dictat Català. Aquest acte públic es caracteritza pel fet que és gratuït, popular i universal i està organitzat en forma de concurs amb premis per als participants guanyadors.
En la versió occitana es va crear l'any 1998.
A Perpinyà es va crear el 1999 el Dictat Català de Perpinyà.
Al primer municipi del Principat de Catalunya on es va organitzar aquest acte públic va ser a Esparreguera el 2007, l'adaptació del qual va anar a càrrec de Marc Piera i Pallàs, tècnic de Normalització Lingüística i responsable del Servei Local de Català d'Esparreguera, del Consorci per a la Normalització Lingüística, on rep el nom de Dictat Català d'Esparreguera.
Actualment, es duen a terme diversos dictats públics amb noms semblants: Súper Dictat, Jocs de Llengua, etc. en poblacions com Canet de Mar, Sant Cugat del Vallès, Olesa de Montserrat, Tàrrega.
A la televisó pública catalana TV3 hi va haver un programa que recollia aquest esperit alhora didàctic i de concurs des del setembre de 2009 fins al desembre de 2016 i que s'anomenava El Gran Dictat.